# هذا الكتاب سيؤلمك
هذا الكتاب سيؤلمك: يوميات سرية لطبيب مبتدئ (بالإنجليزية: This is Going to Hurt: Secret Diaries of a Junior Doctor)‏ هو كتابٌ واقعيٌ للكاتب الكوميدي البريطاني آدم كاي، نُشر في عام 2017 بواسطة بيكادور [الإنجليزية]. يجمعُ كاي في هذا الكتاب مذكراته أثناء تدريبه الطبي في الفترة ما بين 2004 وحتى 2010. يناقش الكتاب القضايا السياسيَّة في نظام الرعاية الصحية التابع لهيئة الخدمات الصحية الوطنية في المملكة المتحدة والصراعات المجتمعيَّة بين عامة السكان والأطباء المُهمَلين. يحقق كاي هذا من خلال دمج الفكاهة في حكاياته الشخصية التي تصور حياته وهو يتقدم من خلال تدريبه الطبي، واستقالته في نهاية المطاف من هذه المهنة.

## الترجمة العربيَّة
صدرت النسخة العربيَّة من هذا الكتاب في عام 2020 تحت عنوان «هذا الكتاب سيؤلمك: يوميات سريَة لطبيب مبتدئ» للمترجم محمد الضبع بواسطة دار كلمات للنشر والتوزيع في الكويت.